# Красков, Юрий Валентинович
Юрий Валентинович Красков (род. 13 января 1961, Днепродзержинск, Днепропетровская область) — российский актёр театра и кино, заслуженный артист России (2006).

## Биография
Юрий Валентинович Красков родился 13 января 1961 года. В 1989 году окончил Театральное училище имени Щукина (курс Л. В. Калиновского и Ю. А. Стромова). С 1990 года играет в театре им. Евг. Вахтангова. В 2005 году совместно с Д. Креминским поставил моноспектакль по мотивам повести Н. В. Гоголя «Запискам сумасшедшего». Выступает как чтец-декламатор.

## Награды
- Орден Дружбы (10 сентября 2021 года) — за большой вклад в развитие отечественной культуры и искусства, многолетнюю плодотворную деятельность[2].
- Медаль «За веру и добро» (2017, Кемеровская область) — за значительный вклад в сохранение и приумножение ценностей театрального и киноискусства, верное служение своему профессиональному долгу, уникальный талант, богатый творческий потенциал, высочайшую самоотдачу, веру в добро и любовь к жизни[3].
- Заслуженный артист России (2006).

## Творчество

### Работы в театре
- «Мартовские иды» — Секретарь Клодин
- «Принцесса Турандот» — Мудрец
- «Принцесса Турандот» — Альтоум
- «Кот в сапогах» — Рыцарь Йорк
- «Без вины виноватые» — Муров
- «Опера нищих» — Бандит
- «Али-Баба и сорок разбойников» — Сулим
- «Цилиндр» — Антонио
- «Лев зимой» — Джефри, принц
- «Чудо святого Антония» — доктор
- «Левша» — Атаман Платов
- «Будьте здоровы» — месье Атропос
- «За двумя зайцами...» — Прокоп Свиридович Серко, владелец лавки
- «Пиковая дама» — Сурин, Дедушка, Сен-Жермен, Чекалинский
- «Фредерик, или Бульвар преступлений» — Граф де Пийеман
- «Царская охота» — Михаил Никитич Кустов
- «Мадемуазель Нитуш» — Помреж
- «Чулимск прошлым летом» — Мечеткин
- «Ёжик в тумане» — Ёжик
- «Правдивейшая легенда одного квартала» — Мистер Торрелли
- «Троил и Крессида» — Терсит
- «Записки сумасшедшего» — Поприщин
- «Дядя Ваня» — Телегин Илья Ильич
- «Маскарад» — Игрок
- «Пристань». «Филумена Мартурано» — Ночелла
- «Бесы» — Петр Верховенский
- «Евгений Онегин» — Сосед Лариных

### Фильмография
1. 1994 — Без вины виноватые — Григорий Львович Муров
2. 1994 — Мартовские иды — секретарь Клодии
3. 2001 — За двумя зайцами — Прокоп Свиридович Серко, владелец лавки
4. 2005 — Казус Кукоцкого — Ованесов
5. 2010 — Без вины виноватые — Телегин Илья Ильич, обедневший помещик
6. 2012 — Солнечные берега Леты (Казахстан; ВГИК, мастерская И. Ф. Масленникова) — Георгий Иванович[4]